# Alrosa Spectacle-diamant
De Alrosa Spectacle-diamant is een in Rusland opgegraven diamant die in ruwe vorm ruim 207 karaat woog en na slijpen ruim 100 karaat.

## Opgraven
De ruwe diamant werd in 2016 in de Zarnitsa-mijn opgegraven in de regio Jakoetië. Bij het opgraven woog de diamant 207.29 karaat. Opvallend, want het bedrijf ALROSA, dat de diamant opdolf, ziet de Zarnitsa-mijn als een van de minder winstgevende mijnen die zij beheren. De mijn dreigde zelfs te sluiten tijdens de coronapandemie, toen de verkoop van diamanten daalde. De diamant is niet de zwaarste diamant ooit in Rusland gedolven. ALROSA dolf in 2013 en 2023 diamanten op die bijna 100 karaat zwaarder zijn. Dit is verklaarbaar, omdat Rusland de grootste producent van ruwe diamanten is en 80% van de wereldproductie van diamanten uit Jakoetië komt.

## Slijpen
De Alrosa Spectacle is wel de grootste diamant die ooit is geslepen in Rusland. Dit verschil wordt veroorzaakt, doordat Russische diamanten veelal ongeslepen door worden verkocht. De diamant is een langwerpig en stapsgewijs geslepen emerald slijpvorm en bevat 49 facetten. Een dergelijke hoeveelheid facetten is uitzonderlijk in combinatie met het behoud van zo veel gewicht. Het heeft dan ook meer dan een jaar geduurd voor het slijpen afgerond was.
De reden dat er betrekkelijk veel van de steen is overgebleven, is dat er gekozen is voor het stapsgewijs slijpen en niet voor briljant slijpen. Bij stapsgewijs slijpen gaat veel minder van de steen verloren. Voor briljant slijpen wordt vaak gekozen bij onzuivere stenen, omdat de flonkering bij briljant slijpen sterker is dan bij stapsgewijs slijpen. Bij stapsgewijs slijpen vallen onzuiverheden in de stenen des te meer op. De Spectacle heeft een IIA classificering binnen de klasse IF (Internally Flawless) en is dus uitermate zuiver. Minder dan 2% van alle diamanten behoort tot deze klasse. Ook de kleur, behorend tot klasse D, de meest kleurloze klasse, draagt samen met de zuiverheid bij aan de hoge waarde van deze steen.

## Waarde
In 2021 werd de diamant door Christie's verkocht. De diamant werd toen op 12-18 miljoen Zwitserse frank geschat. Uiteindelijk is de diamant verkocht voor CHF 12.840.500, een bedrag dat toen vergelijkbaar was met ongeveer 12 miljoen euro. De koper is onbekend, maar er werd gespeculeerd dat dit een Chinese investeerder betrof. In dat geval lag het in het patroon der verwachting dat de diamant op termijn weer doorverkocht zou worden.